# Lacedemończycy
Lacedemończycy (stgr. Lakedaimónioi) – wspólna nazwa periojków i spartiatów, ludów zamieszkujących okolice Sparty.
Termin ten pojawia się w pracy Ksenofonta Ustrój polityczny Sparty w momencie opisywania przez niego spartańskiej armii. Periojkowie wchodząc w skład wojska nie byli włączani do życia politycznego Sparty, a pojęciem tym opisywano albo wyłącznie obywateli, albo wolną ludność tego miasta-państwa.